# Beta-Bewegung
Als Beta-Bewegung (auch Stroboskopische Bewegung) wird die Wahrnehmung einer Scheinbewegung bezeichnet, die durch eine Folge von dicht beieinander liegenden, eigentlich statischen optischen Reizen verursacht wird. Max Wertheimer hat in seinen 1912 durchgeführten Experimenten gezeigt, dass die Wahrnehmung einer solchen Sequenz unter bestimmten Voraussetzungen nicht von der Wahrnehmung einer wirklichen Bewegung unterschieden werden kann. Dies ist der Grund dafür, dass beispielsweise beim Daumenkino oder bei Fernsehbildern die dargestellten Bewegungen als natürlich wahrgenommen werden.
Neuere Forschungen haben ergeben, dass bei der Wahrnehmung einer realitätsnahen Scheinbewegung zwischen kurzen (short-range) und langen (long-range) Distanzen der Bewegungssprünge unterschieden werden kann. Bei kleinen Sehwinkelabständen der Darstellung des bewegten Objekts entspricht die Wahrnehmung nach heutigen Erkenntnissen tatsächlich in jeder Hinsicht der Wahrnehmung realer Bewegungen, es handelt sich also um eine rein sensorische Wahrnehmung. Bei großen Abständen hingegen scheinen höhere kognitive Prozesse beteiligt.

## Experimentelle Untersuchung

Veranschaulichung der Beta-Bewegung anhand eines hin- und herspringenden Balles. Es entsteht der Eindruck, der Ball befinde sich zeitweise zwischen beiden Endpositionen, obwohl keine Zwischenposition dargestellt wird.

Bei den meist zur Beta-Bewegung durchgeführten Experimenten werden zwei optische Reize nacheinander mit nicht zu großen räumlichen Abstand voneinander erzeugt, meist in Form von zwei Streifen auf einem Bildschirm. Bei gewissen Frequenzen der Reizerzeugung, auch abhängig von Abstand und Sehwinkel, kann eine solche Beta-Bewegung wahrgenommen werden. Bei einem Sehwinkel von ungefähr einem Grad wird ab einer Zeitspanne von etwa 250 Millisekunden zwischen den Reizwechseln (Stimulus onset asynchrony, SOA) von den meisten Testpersonen eine Bewegung der dargestellten Objekte von einer Position zur anderen wahrgenommen.  Ist die Zeitspanne kürzer, werden zunächst Teilbewegungen der Objekte wahrgenommen. Bei noch kürzen Zeitspannen wird ein sich hin und her bewegender Schatten wahrgenommen, der die sich nicht mehr bewegenden Objekte abwechselnd verdeckt. Letzteres wird auch als Phi-Phänomen bezeichnet.
Meist werden die Experimente dabei mit unmittelbarem Reizwechsel durchgeführt, das heißt, das sogenannte Interstimulus-Intervall (ISI) ist 0. Wird die Zeit zwischen den Reizwechseln vergrößert, verschwindet die Bewegungswahrnehmung bei Pausen von mehr als 300 Millisekunden. Auch wenn die Reize beginnen sich zeitlich zu überlappen, also ein negatives Interstimulus-Intervall verwendet wird, wird die Bewegungswahrnehumg beeinträchtigt und nicht mehr ein bewegtes Objekt wahrgenommen, sondern eines, das verschwindet und ein anderes, das erscheint.

## Forschungsgeschichte
Dass durch eine Folge von optischen Reizen, die von eigentlich ruhenden Objekten erzeugt werden, der Eindruck einer Bewegung entsteht, wurde 1875 erstmals von Siegmund Exner beschrieben. Er hatte dabei den Effekt unter anderem durch das sukzessive Aufleuchten zweier Funken erzielt.
Anfang des 20. Jahrhunderts analysierte Max Wertheimer detailliert die Bewegungswahrnehmung basierend auf zwei nacheinander dargebotenen Reizen und in seiner einflussreichen Habilitationsschrift von 1912 (Experimentelle Studien über das Sehen von Bewegung) dokumentierte er, unter welchen Bedingungen eine „optimale Bewegung“ wahrgenommen werden kann. Kurt Koffka, der zusammen mit Wolfgang Köhler als Versuchsperson bei Wertheimers Experimenten mitgewirkt hatte, gab im folgenden Jahr mehrere Studien heraus, die die weitere Varianten der Experimente Wertheimers beinhalteten. Eine davon befasste sich damit, ob und wie optische Täuschungen die von Wertheimer beschriebenen Bewegungswahrnehmungen beeinflussen können. In dieser von Friedrich Kenkel, einem Mitarbeiter Koffkas, verfassten Arbeit führte dieser den Begriff „α-Bewegung“ ein. Damit bezeichnete er die Varianten der Experimente Wertheimers, bei denen zusätzlich eine optische Täuschung beteiligt war, wie beispielsweise die Müller-Lyer-Illusion. Den normalen, von Wertheimer als „optimale Bewegung“ bezeichneten Fall bezeichnete er zur Unterscheidung als „β-Bewegung“. Für andere sehr spezielle Versuchsanordnungen wurden später noch die griechischen Buchstaben Gamma (γ), Delta (δ) und Epsilon (ε) eingeführt.  Größere Bedeutung erlangt und bis heute überdauert hat davon nur die Bezeichnung „Beta-Bewegung“.

## Klassifizierung der Wahrnehmung von Scheinbewegung
In den 1970er-Jahren stellte sich heraus, dass ein Unterschied bei Wahrnehmung von kurzen (short-range) und langen (long-range) Bewegungssprüngen besteht. Bewegungsdistanzen unter einem Sehwinkel von 0,25 Grad erzeugen eine Bewegungswahrnehmung analog realer Bewegung. Dies äußert sich auch daran, dass wie bei realer Bewegung Bewegungsnacheffekte möglich sind. Diese scheinen bei der Long-Range-Scheinbewegung dagegen nicht aufzutreten. Zudem ist der Verarbeitungsprozess bei letzterer relativ langsam, auch scheint letztere abhängig von der Aufmerksamkeit zu sein. Im Gegensatz zur Short-Range-Scheinbewegung, die nur auf relative elementare Reize wie Intensität und Kontrast zu reagieren scheint, können die Reize bei der Long-Range-Scheinbewegung vielgestaltig sein. Es wird unterstellt, dass bei letzterer eine Parallele zur Mustererkennung besteht.
Die Klassifizierung mittels Short- und Long-Range-Scheinbewegung wurde kritisiert, insbesondere weil diese sich ausschließlich am Reiz selbst orientiert und nicht an den den Reiz verarbeitenden Prozessen. Neuere Einteilungen wurden entworfen, von denen eine dreistufige relativ große Bekanntheit erlangt hat:
- first-order: Die Bewegung kann aus Luminanzveränderungen direkt abgeleitet werden.
- second-order: Die Bewegung kann aus Struktur- oder Kontrastveränderungen abgeleitet werden.
- third-order: Die Bewegung wird aus der Veränderung von beliebigen Merkmalen abgeleitet.

Die ersten beiden korrespondieren dabei mit der Short-Range-Scheinbewegung, der letzte Fall mit der Long-Range-Scheinbewegung. Weiterhin kann die Wahrnehmung der ersten beiden mittels der Analyse der Bewegungsenergie (Motion Energy Analysis, MEA) nachgebildet werden. Dieses auf einer Fourier-Analyse basierende Verfahren kommt aber als Erklärung der biologischen Wahrnehmung nicht in Betracht, da unklar ist, wie dieses auf neuronaler Ebene abgebildet werden sollte. Näherungsweise können ähnliche Ergebnisse mittels eines verbesserten Reichardt-Detektor (Elaborated Reichardt Detector) erzielt werden, der eher als Abbild der Realität taugt.